# Rathen
Rathen település Németországban, azon belül Szászország tartományban. Lakosainak száma 333 fő (2023. december 31.). Rathen Bad Schandau és Struppen községekkel határos.

## Népesség
A település népességének változása:
| Lakosok száma | 355  | 348  | 338  | 347  | 333  |
|               | 2017 | 2019 | 2021 | 2022 | 2023 |